# Сихелње
Сихелње (слч. Sihelné) насељено је мјесто са административним статусом сеоске општине (слч. obec) у округу Наместово, у Жилинском крају, Словачка Република.

## Становништво
| Година:    | 1994. | 2004.    | 2014.   | 2024.   |
| ---------- | ----- | -------- | ------- | ------- |
| Број људи: | 1821  | 2017     | 2109    | 2166    |
| Разлика:   |       | +10,76 % | +4,56 % | +2,70 % |

| Година:    | 2023. | 2024.   |
| ---------- | ----- | ------- |
| Број људи: | 2186  | 2166    |
| Разлика:   |       | -0,91 % |

Према подацима о броју становника из 2024. године насеље је имало 2166 становника.